# Bahia Boussad
Bahia Boussad (sinh ngày 31 tháng 1 năm 1979) là một vận động viên người Algéria đã nghỉ hưu, thi đấu trong các sự kiện đi bộ. Cô đại diện cho đất nước của mình tại Thế vận hội Mùa hè 2000, đặt cuối cùng trong số tất cả các kết thúc.

## Kỷ lục cuộc thi
| Năm                  | Giải đấu              | Địa điểm                           | Thứ hạng             | Nội dung             | Chú thích            |
| Representing Algérie | Representing Algérie  | Representing Algérie               | Representing Algérie | Representing Algérie | Representing Algérie |
| -------------------- | --------------------- | ---------------------------------- | -------------------- | -------------------- | -------------------- |
| 1999                 | All-Africa Games      | Johannesburg, South Africa         | 3rd                  | 10,000 m walk        | 51:31                |
| 2000                 | African Championships | Algiers, Algeria                   | 1st                  | 20 km walk           | 49:33                |
| 2000                 | Olympic Games         | Sydney, Australia                  | 45th                 | 20 km walk           | 1:52.50              |
| 2002                 | African Championships | Tunis, Tunisia                     | 2nd                  | 20 km walk           | 49:57                |
| 2003                 | All-Africa Games      | Abuja, Nigeria                     | 4th                  | 20 km walk           | 1:51.48              |
| 2003                 | Afro-Asian Games      | Hyderabad, India                   | 1st                  | 10,000 m walk        | 51:23.70             |
| 2004                 | African Championships | Brazzaville, Republic of the Congo | 3rd                  | 20 km walk           | 1:46.12              |
| 2004                 | Pan Arab Games        | Algiers, Algeria                   | 1st                  | 10,000 m walk        | 53:39.9              |
| 2005                 | Mediterranean Games   | Almería, Spain                     | –                    | 20,000 m walk        | DQ                   |
| 2006                 | African Championships | Bambous, Mauritius                 | 4th                  | 20 km walk           | 1:47:34              |
| 2007                 | All-Africa Games      | Algiers, Algeria                   | 5th                  | 20 km walk           | 1:51:56              |
| 2008                 | African Championships | Addis Ababa, Ethiopia              | 6th                  | 20 km walk           | 1:41:53              |